# Ecteinascidia styeloides
Ecteinascidia styeloides is een zakpijpensoort uit de familie van de Perophoridae. De wetenschappelijke naam van de soort is, als Phallusia styeloides, voor het eerst geldig gepubliceerd in 1882 door Traustedt.